# Sinas (Mondkrater)

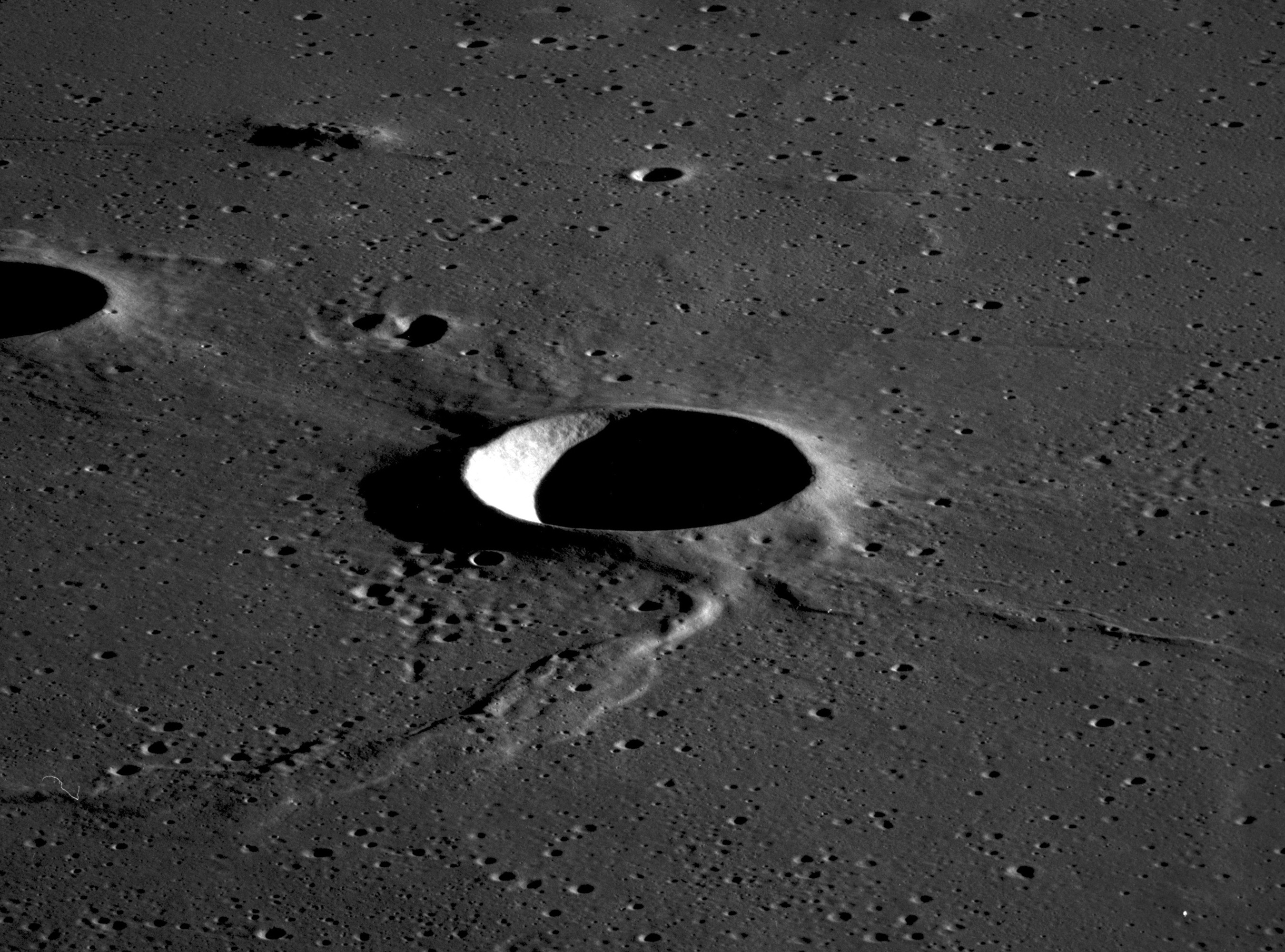
Sinas

Sinas ist ein kleiner, schüsselförmiger Einschlagkrater auf der Mondvorderseite in der Ebene des Mare Tranquillitatis, südlich des Kraters Cajal und westlich von Cauchy.
| Buchstabe | Position          | Durchmesser | Link |
| --------- | ----------------- | ----------- | ---- |
| A         | 7,77° N, 32,59° O | 5 km        |      |
| E         | 9,65° N, 30,99° O | 9 km        |      |
| G         | 9,56° N, 34,27° O | 4 km        |      |
| H         | 10° N, 33,56° O   | 4 km        |      |
| J         | 10,31° N, 33,7° O | 4 km        |      |
| K         | 6,8° N, 33,06° O  | 4 km        |      |

Der Krater wurde 1935 von der IAU nach dem österreichischen Philanthropen und Astronomen Simon von Sina offiziell benannt.